# Гондурасско-японские отношения
Гондурасско-японские отношения — двусторонние дипломатические отношения между республикой Гондурас и государством Япония, а также их предшественниками.

## История

### Первая мировая война и межвоенный период
В Первой мировой войне были союзниками. 23 августа 1914 года Японская империя официально вступит в войну на стороне Антанты, и Гондурас также присоединиться к Антанте 19 июля 1918 года. Обе страны подпишут Версальский договор, устанавливающий ряд ограничений для Германии, а позже станут одними из стран-основателей Лиги Наций.
Официальные дипломатические отношения между двумя странами были установлены в феврале 1935 года. Гондурас начал тесные отношения с Японской империей с 1936 года во время диктатуры генерала Тибурсио Кариаса Андино поскольку тот планировал сблизиться со странами Оси. Гондурасский диктатор отправил в знак любви к японскому народу письмо императору Хирохито, доставленное через министра иностранных дел империи Хатиро Арита. Японский император получил письмо и написал ответу диктатору:
«Великий и добрый друг, мы с большим удовольствием получили ваше письмо от 20 апреля прошлого года, в котором ваше превосходительство сообщает нам, что после пересмотра политической конституции 1924 года Национальное учредительное собрание сформировало 28 марта прошлого года новую конституцию, введенную в действие 15 апреля 1936 года, и что в соответствии со статьей 202 новой конституции президентский срок вашего превосходительства закончится 1 января 1943 года. Передавая Вашему Превосходительству наши поздравления по случаю продления Вашего высокого поста, мы убеждены, что узы дружбы, существующие между нашими двумя странами, будут укреплены, и выражаем самые искренние пожелания удачи Вашему Превосходительству, а также процветания Вашей нации».

### Вторая мировая война и послевоенные отношения
Однако дружественные отношения Гондураса с Японией сойдут на нет после японского нападения на Перл-Харбор в 1941 году. Гондурас объявит войну Японии и официально вступит во Вторую мировую войну на стороне Антигитлеровской коалиции. После капитуляции Японии и официального окончания войны в 1945 между Гондурасом и Японией сохранялись отдалённые и холодные отношения из-за условий, в которых находилась японская нация в конце войны. Дипломатические отношения были восстановлены только в октябре 1953 года, после того как обе страны ратифицировали Сан-Францисский мирный договор.

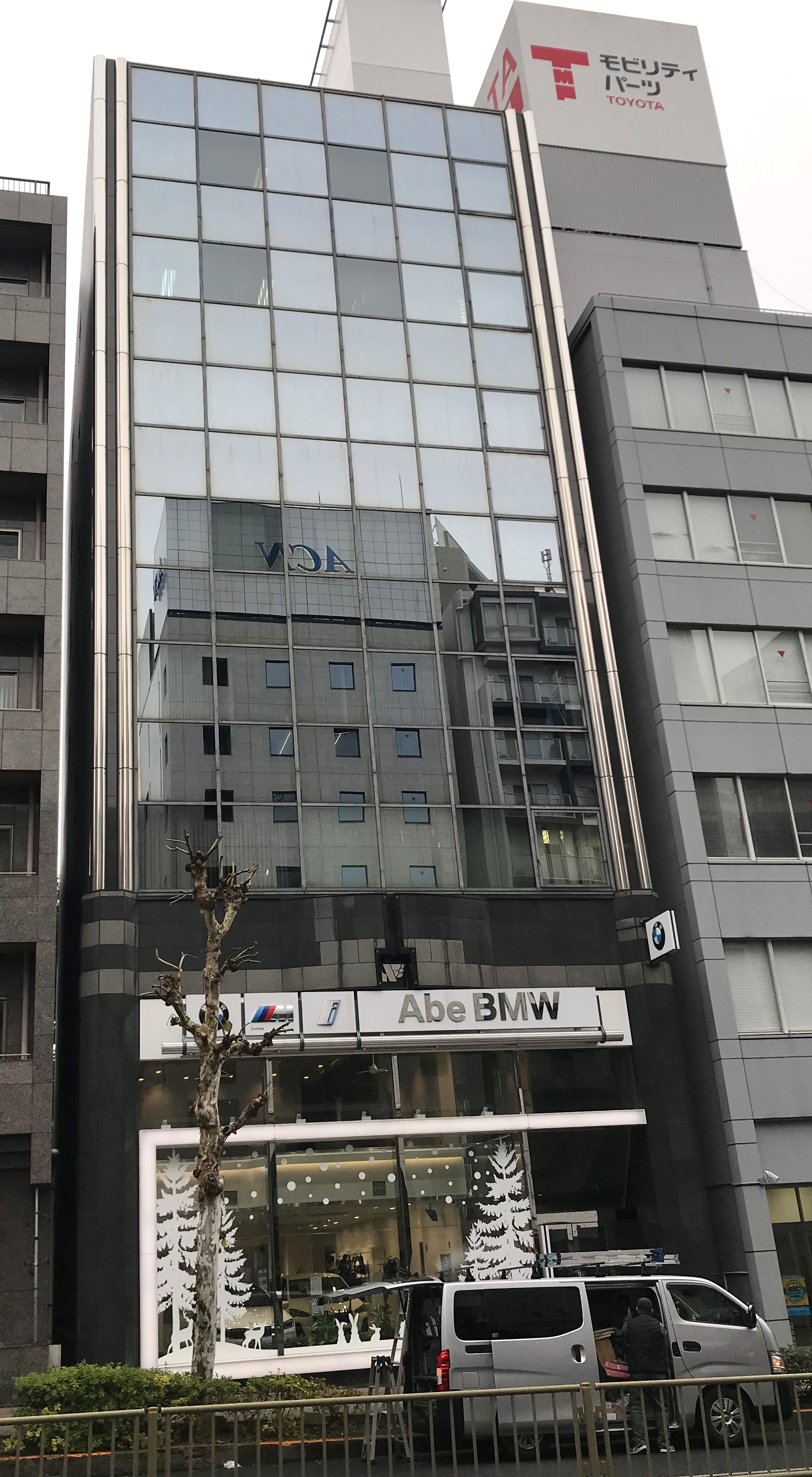
посольство Гондураса в Японии

В сентябре 1974 года Япония оказала помощь Гондурасу в ликвидации последствий урагана «Фифи», что вызвало одобрение гондурасского населения. Аналогичная ситуация произойдет в 1998 году, после урагана «Митч», когда Япония направило в Гондурас первую официальную миссию японских Сил самообороны в поддержку спасательных работ.
В 1990 году, по случаю восшествия на престол нового императора, президент Кальехас Ромеро и министр иностранных дел Кариас впервые посетили Японию. Во время пребывания в Японии он встретился с императором Акихито и провёл переговоры с премьер-министром Дзюнъитиро Коидзуми, в ходе которых было предложено провести «Саммит Япония — Центральная Америка» для укрепления отношений с Японией. В 2015 году президент Хуан Эрнандес посетил Японию и провёл встречу на высшем уровне с премьер-министром Синдзо Абэ, в результате которой было опубликовано «Совместное заявление Японии и Гондураса», направленное на расширение экономического и культурного сотрудничества. Таким образом, дипломатические отношения остаются дружественными. Кроме того, поскольку Гондурас получил поддержку от Японии во время урагана «Митч» в 1998 году, то на саммите 2015 года Гондурас подтвердил своё желание сотрудничать в реформировании Совета Безопасности ООН, а также выступать за участии Японии в качестве постоянного её члена.
В настоящее время гондурасцам не нужна виза для поездки в Японию, если она предназначена для туристических целей.

## Культурный обмен
В Гондурасе проводились занятия по японскому языку преподавателями из Японского агентства международного сотрудничества, но обучение японскому языку в Гондурасе прекратилось в 1990-х годах из-за отмены отправки учителей японского языка. С тех пор, однако, наблюдается растущий спрос на обучение японскому языку в различных областях, и занятия по японскому языку проводятся в небольших масштабах в местных университетах и в почетном генеральном консульстве Японии. В Гондурасскую культуру активно проникает японская поп-культуры, манга и аниме, а также традиционная культура. В феврале и марте 2020 года профессиональная танцевальная группа «Корабль сокровищ» совершила масштабный тур по пяти странам центральноамериканского региона, в том числе и в столице Гондураса.

## Торговля
2018 году японский экспорт в Гондурас составил 10,40 млрд иен и представлял собой автомобили, металл и автозапчасти. В этом же году стоимость японского импорта из Гондураса составил 5,11 миллиарда иен и представлял собой кофе, дыни и морепродукты. Для Японии Гондурас является десятым крупнейшим импортером кофе и важным поставщиком кофе. Однако значение Гондураса в импорте кофе снижается, причем импорт уменьшается каждый год с 16681 тонны в 2000 году до 6020 тонн в 2015 году. Япония является вторым по величине страной-донором Гондураса после Канады, Соединенных Штатов, Испании и Швейцарии.

## Население
По данным Центрального статистического бюро Японии, в конце 2018 года в Гондурасе проживали 102 гражданина Японии.

## Помощь и сотрудничество в проектах

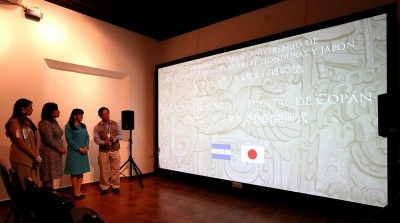
Сейичи Накамура, профессор Центра изучения культурных ресурсов Университета Канадзавы, рассказывает принцессе Како о истории Майя

В 2018 года Япония предоставила Гондурасу экономическую помощь на общую сумму более 170 млрд иен. Кроме того, 80% территории Гондураса занимают горы, что делает её уязвимой для стихийных бедствий, таких как ураганы, и Япония, которая также на 70% состоит из горных районов, предоставила технологии по предотвращению стихийных бедствий. Кроме того, экономика Гондураса сильно зависит от сырьевых продуктов, таких как кофе и бананы. Чтобы решить эту проблему, Япония активно сотрудничает в привлечении туризма и зарубежной обрабатывающей промышленности.
Япония и Гондурас поддерживают хорошие дипломатические и торговые отношения, азиатская страна предоставляет центральноамериканскому народу гуманитарную помощь для развития страны. Среди них помощь в строительстве дорог, мостов, больниц, домов и школ. Также есть проекты по спасению и защите наследия Гондураса, как, например, проекты японских археологов, призванные изучать места культуры майя в Гондурасе. В рамках проекта культурного обмена между двумя странами также проводились культурные ярмарки.

## Дипломатические миссии
- Гондурас представлен в Японии через официальное посольство в Токио, столице страны[18].
- Япония представлена в Гондурасе через официальное посольство в Тегусигальпа, столице страны[19].

## Государственные визиты

### Со стороны Японии
- Принцесса Како
- Принцесса Саяко Курода

### Со стороны Гондураса
- Бывший президент Карлос Роберто Рейна
- Бывший президент Рикардо Мадуро
- Бывший президент Хуан Орландо Эрнандес

## Совместные международные организации
Япония и Гондурас вместе состоят в некоторых международных организациях, где они также могут взаимодействовать или иметь общую позицию по какому-либо вопросу.
| Название организации                                        | Дата присоединения Гондураса | Дата присоединения Японии |
| ----------------------------------------------------------- | ---------------------------- | ------------------------- |
| ЮНЕСКО                                                      | 16 декабря 1947 года         | 2 июля 1951 года          |
| Группа наблюдения за Землёй                                 | ?                            | ?                         |
| Международная финансовая корпорация                         | 20 июля 1956 года            | 20 июля 1956 года         |
| Международный центр по урегулированию инвестиционных споров | 16 марта 1989 года           | 16 сентября 1967 года     |
| ОЗХО                                                        | 28 сентября 2005 года        | 29 апреля 1997 года       |
| Международная ассоциация развития                           | 23 декабря 1960 года         | 27 декабря 1960 года      |
| ВТО                                                         | ?                            | ?                         |
| Многостороннее агентство по инвестиционным гарантиям        | 30 июня 1992 года            | 12 апреля 1988 года       |
| Всемирный почтовый союз                                     | 1 апреля 1879 года           | 1 июня 1877 года          |
| Международный союз электросвязи                             | 27 октября 1925 года         | 20 января 1879 года       |
| Интерпол                                                    | 19 сентября 1974 года        | 13 июня 1956 года         |
| Международный банк реконструкции и развития                 | 27 декабря 1945 года         | 13 августа 1952 год       |
| ООН                                                         | 17 декабря 1945 года         | 18 декабря 1956 года      |